# 아이패드 프로 (7세대)
7세대 아이패드 프로 는 애플에서 개발 및 판매하는 OLED 아이패드 태블릿 컴퓨터 제품군이다.  2024년 5월 7일에 발표되었다.
7세대 아이패드 는 2024년 5월 15일에 출시될 예정이며 M4 칩을 사용하는 애플의 첫 번째 장치가 될  예정이다.  두가지 모델 모두 7세대 아이팟 나노보다 얇으며, 13인치 버전은 애플이 출시한 가장 얇은 장치이기도 하다.

## 기능

### 하드웨어
7세대 iPad Pro 모델은 Apple M4 SoC를 탑재하고 있다. 실버와 새로운 스페이스 블랙 색상으로 출시되며, 이 스페이스 블랙은 기존 스페이스 그레이보다 더 어두운 색상으로, M3 MacBook Pro와 유사하다. 이 기기는 11인치 및 13인치 모델 모두에 텐덤 OLED 디스플레이를 탑재하고 있다. 기본 모델은 256GB의 저장 용량을 제공하며, 추가로 512GB, 1TB, 2TB의 옵션이 있다. 두 모델 모두 SDR 콘텐츠 기준 최대 밝기 1000니트, HDR 콘텐츠 기준 최대 1600니트를 지원한다. 256GB 및 512GB 모델은 8GB RAM과 함께, 성능 코어 3개, 효율 코어 6개로 구성된 9코어 CPU와 10코어 GPU를 탑재하고 있다. 1TB 및 2TB 모델은 성능 코어 4개, 효율 코어 6개로 구성된 10코어 CPU와 16GB RAM을 제공한다. 1TB 및 2TB 구성에서는 나노 텍스처 디스플레이 옵션을 추가할 수 있으며, 이는 주변광 환경에서도 눈부심을 줄여준다. 이전 세대 iPad Pro는 12MP 광각과 10MP 초광각 카메라를 모두 탑재했으나, 이번 모델은 12MP 카메라 하나만 탑재되며, LiDAR와 업그레이드된 트루 톤 플래시가 포함되어 있다. 또한, 전면 카메라는 가로 방향에 위치해 있어 화상 통화나 회의에 더 최적화되어 있다. M4 칩은 9코어와 10코어 CPU 구성 옵션을 제공한다.

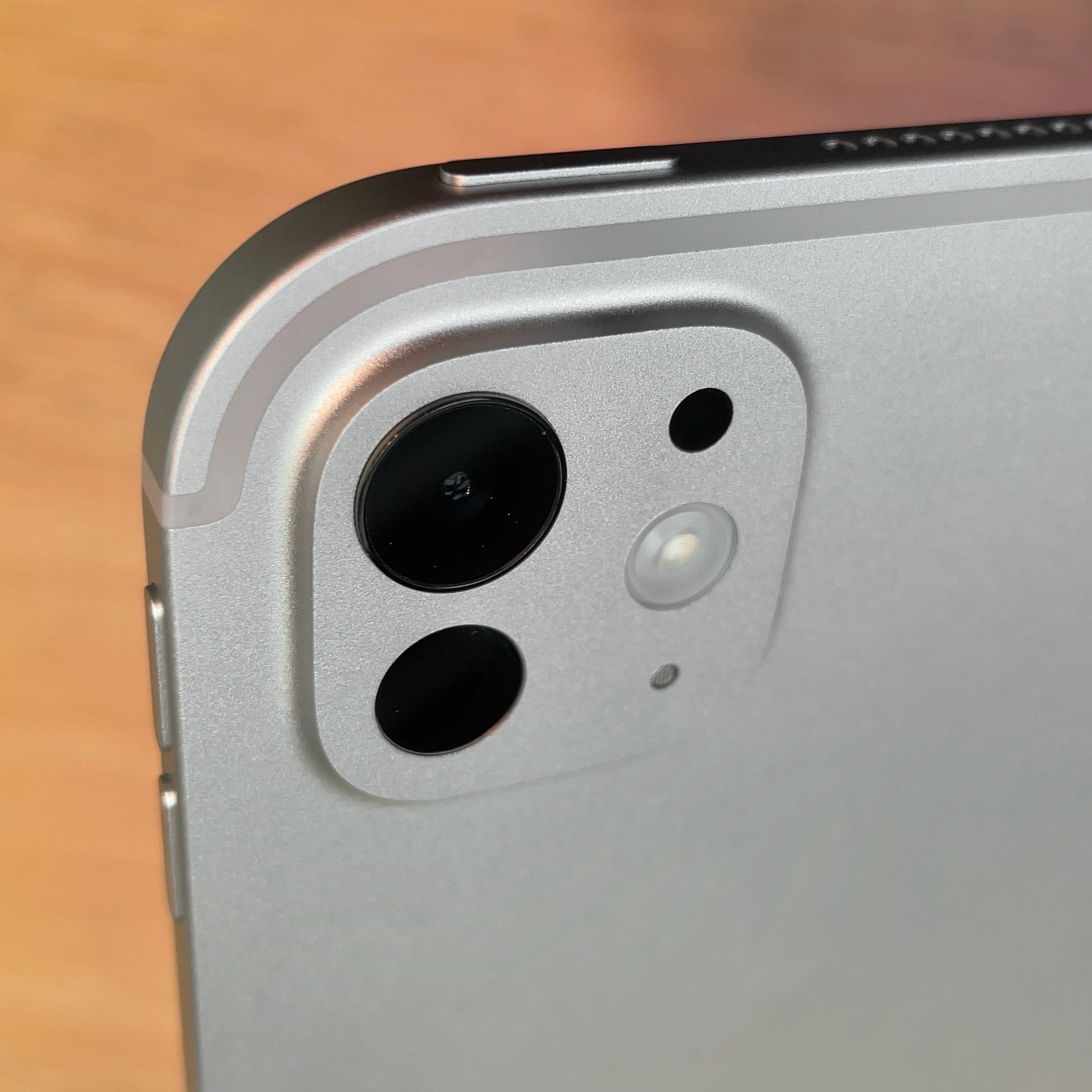
Back Camera Module of the M4 iPad Pro

### 연결성
7세대 iPad Pro는 충전 및 액세서리 연결을 위한 USB-C 포트를 포함하고 있다. 이 포트는 Thunderbolt 3와 USB 4를 지원하며, 충전은 물론 최대 40Gbps의 전송 속도를 제공한다. Apple Pencil Pro, Apple Pencil USB-C를 지원하며, 새로운 키보드 레이아웃이 적용된 신형 Apple Magic Keyboard도 함께 지원한다. 모든 모델은 WiFi 6E (802.11ax)와 Bluetooth 5.3을 지원하며, 셀룰러 모델의 경우 sub-6GHz 5G 통신도 가능하다.

## '크러쉬' 광고
다양한 예술 도구와 책이 유압 프레스에 의해 파괴되고 상징적으로 아이패드로 대체되는 내용의 초기 발표 광고인 Crush!는 내용 상에 대해서 비판을 받았다. 해당 광고는 원래 팀 쿡 CEO의 X 계정과 회사 유튜브 채널에 게시된 상태였다.
2024년 5월 9일 Ad Age에 보낸 입장문에서 애플 마케팅 커뮤니케이션 담당 부사장인 Tor Myhren은 광고 영상에 대해서 "창의성은 Apple의 DNA에 있으며, 모든 곳에서 창작자들에게 힘을 실어주는 제품을 디자인하는 것은 우리에게 아주 중요합니다. 우리의 목표는 언제나 사용자가 자신을 표현하는 다양한 방법들을 기리며 아이패드를 통해 자신의 아이디어를 실현하는 것입니다. 이번 영상에서는 목표를 달성하지 못해서 죄송합니다." 라고 사과했다.

## 내용주
1. ↑  Officially referred to by Apple as the iPad Pro 11-inch (M4) and the iPad Pro 13-inch (M4)